# Дуейн Косвелл
Дуейн Косвелл (англ. Duane Causwell, нар. 31 травня 1968, Квінз, США) — американський професіональний баскетболіст, що грав на позиції центрового за декілька команд НБА.

## Ігрова кар'єра
На університетському рівні грав за команду Темпл (1986–1990). 
1990 року був обраний у першому раунді драфту НБА під загальним 18-м номером командою «Сакраменто Кінґс». Захищав кольори команди із Сакраменто протягом наступних 7 сезонів.
Другою і останньою ж командою в кар'єрі гравця стала «Маямі Гіт», до складу якої він приєднався 1997 року і за яку відіграв 4 сезони.